# Progetti di Rilevante Interesse Nazionale
PRIN (Progetti di Ricerca d'Interesse Nazionale) è un programma ministeriale di finanziamento della ricerca scientifica pubblica in Italia.
Istituiti con legge 27 dicembre 1997, n. 449 sono finanziati periodicamente dal Ministero dell'Istruzione, dell'Università e della Ricerca in Italia e cofinanziati dagli atenei di appartenenza del coordinatore scientifico nazionale e dei responsabili delle unità di ricerca. I contenuti, i temi e i metodi dei programmi di ricerca scientifica sono liberamente scelti dai proponenti.